# Desmatoclaenus
Il desmatocleno (gen. Desmatoclaenus) è un mammifero estinto, appartenente ai procreodi. Visse nel Paleocene inferiore/medio (circa 64 - 62 milioni di anni fa) e i suoi resti fossili sono stati ritrovati in Nordamerica.

## Descrizione
Questo animale doveva avere la taglia di un cane di media grandezza, e probabilmente la corporatura non doveva essere molto diversa, anche se più robusta. L'aspetto generale doveva essere intermedio tra quello dei "condilartri" arcaici come Tetraclaenodon e quello di altri procreodi come Protogonodon. Rispetto a Tetraclaenodon, i tubercoli dei molari erano meno sviluppati, mentre l'ipocono era in posizione più linguale rispetto a quello dei molari di Protogonodon. Il terzo premolare superiore era di struttura semplice, mentre il quarto premolare superiore era dotato di un parastilo basso e indipendente. Il primo molare superiore era squadrato, mentre il secondo molare superiore era ampio e dotato di un parastilo prominente. Il terzo molare era piccolo e con gli stili poco sviluppati o assenti.

## Classificazione
Il genere Desmatoclaenus venne istituito da Gazin nel 1941, per accogliere la specie Desmatoclaenus hermaeus, i cui fossili provengono dal Paleocene inferiore dello Utah; a questo genere venne ascritta anche la specie D. protogonioides, attribuita in precedenza ai generi Mioclaenus e Protogonodon e proveniente dal Nuovo Messico. Altre specie ascritte a questo genere sono D. dianae del Paleocene inferiore del Nuovo Messico e D. mearae del Paleocene medio dello Wyoming.
Desmatoclaenus è un rappresentante dei procreodi, un gruppo di mammiferi euteri arcaici tipici del Paleocene e dell'Eocene, che andarono a occupare varie nicchie ecologiche dei mammiferi carnivori. Non è chiaro a quale gruppo di procreodi appartenga Desmatoclaenus, ma è probabile che questo animale sia uno dei membri più arcaici del gruppo.